# Michael Spears
Michael Spears (28 december 1977) is een Amerikaans acteur. Hij is de oudere broer van Eddie Spears en behoort tot de Sicangu Lakota (ook Sioux genoemd) Lower Brule Tribe uit South Dakota.
Hij kreeg internationale aandacht bij een van zijn eerste rollen. Hij speelde Otter, een van de Indianenkinderen in de film Dances with Wolves. Michael werkte samen met bekende namen zoals Kevin Costner en Steven Spielberg.
Michael werd samen met zijn vijf broers en een zus opgevoed in the Indianencultuur. Hij is een goed handdrumspeler en zanger die vaak optreedt op Indiaanse pow-wows. Hij reist vaak als bekende spreker door het land in het kader van lezingen betreffende educatieve en ecologische onderwerpen.

## Filmografie
- Shadowheart (2008) .... Washakie
- Imprint (2007) .... Tom Greyhorse
- Bury My Heart at Wounded Knee (2007) (televisiefilm) (musicus & zanger, massacre prayer song)
- Into the West (2005) (miniserie) .... Dog Star
- Seeing: Homecoming (2002) .... Cooley
- Skins (2002) .... Teddy Yellow Lodge/Mr. Green Laces
- Lakota Woman: Siege at Wounded Knee (1994) (televisiefilm) .... Statisticus
- The Broken Chain (1993) (televisiefilm) .... Jonge Lohaheo
- The Broken Cord (1992) (televisiefilm) .... Adam als kind
- Dances with Wolves (1990) .... Otter